# Lac Mitchell (rivière Apica)
Pour les articles homonymes, voir Mitchell et Lac Mitchell.
Le lac Mitchell est un plan d'eau douce du bassin versant de la rivière Apica, de la rivière Pikauba et de rivière Saguenay, dans le territoire non organisé de Lac-Jacques-Cartier, dans la municipalité régionale de comté (MRC) de La Côte-de-Beaupré, dans la région administrative de la Capitale-Nationale, dans la province de Québec, au Canada.
La zone autour du lac est desservie par la route forestière R0217 qui passe à l’est du lac Mignault, et par la route 169 qui passe au nord-est, pour les besoins des activités récréotouristiques, surtout la villégiature.
Les activités récréotouristiques, surtout la villégiature, constituent les principales activités économique de cette zone ; l’agriculture et la foresterie, en second.
La surface du lac Mitchell est habituellement gelée du début de décembre à la fin mars, toutefois la circulation sécuritaire sur la glace se fait généralement de la mi-décembre à la mi-mars.

## Géographie
Les principaux bassins versants voisins du lac Mitchell sont :
- côté nord : rivière Apica, rivière Pikauba ;
- côté est : ruisseau Côté, ruisseau Leboeuf, rivière Pikauba, ruisseau Croche, lac Talbot ;
- côté sud : lac Mignault, ruisseau Madeleine, rivière aux Écorces Nord-Est ;
- côté ouest : rivière aux Canots, lac Oligny, lac Jubinville, ruisseau Willie.

Le lac Mitchell comporte une longueur de 5,5 km, une largeur de 0,5 km et une altitude de 752 m. Ce lac est surtout alimenté par des ruisseaux riverains, par la décharge (venant du sud-est) du lac Micoine et par la décharge (venant du sud) des lacs des Groseillers et de la Fourmillière. Ce lac comporte un appendice de 0,9 km s’étirant vers le sud, formant une presqu’île s’allongeant vers le nord, qui comporte une montagne dont le sommet atteint 834 m. L’embouchure du lac Mitchell est située au nord-ouest, à :
- 1,1 km au nord-est du lac Oligny ;
- 2,0 km au sud-est du lac Lemay ;
- 4,3 km au sud-ouest de la route 169 ;
- 7,6 km au nord du cours de la rivière aux Écorces Nord-Est ;
- 9,7 km au sud-est du centre du village de Mont-Apica ;
- 11,3 km au sud-est de la confluence de la rivière Apica et de la rivière Pikauba ;
- 49,8 km au sud-est de la confluence de la rivière Pikauba et du lac Kénogami[2].

À partir de l’embouchure du lac Mitchell, le courant suit consécutivement le cours de la rivière Apica sur 14,0 km vers le nord, le cours de la rivière Pikauba sur 61,6 km généralement vers le nord, traverse le lac Kénogami sur 17,6 km vers le nord-est jusqu’au barrage de Portage-des-Roches, puis suit le cours de la rivière Chicoutimi sur 26,2 km vers l’est, puis le nord-est et le cours de la rivière Saguenay sur 114,6 km vers l’est jusqu’à Tadoussac où il conflue avec l’estuaire du Saint-Laurent.

## Toponymie
Le terme « Mitchell » constitue un patronyme de famille d’origine anglaise.
Le toponyme « lac Mitchell » a été officialisé le 5 décembre 1968 par la Commission de toponymie du Québec.